# البحث المتعمق الأول
بحث تعمقي الأولوية / عامودي الأولوية أو البحث المتعمق (DFS) هو خوارزمية للعبور أو البحث داخل شجرة أو هياكل البيانات كالرسمة البيانية (graph). يبدأ المرء في الجذر (اختيار نقطة من الشجرة لتكون جذر وهي النقطة نفسها التي بدأ منها البحث) ويستكشف قدر الإمكان على طول كل فرع قبل التراجع.
تحققت النسخة الأولى من البحث المتعمق الأول في القرن ال19 من قبل عالم الرياضيات الفرنسي بيير تشارلز تريماو كإستراتيجية لحل المتاهات.